# 私的所有権

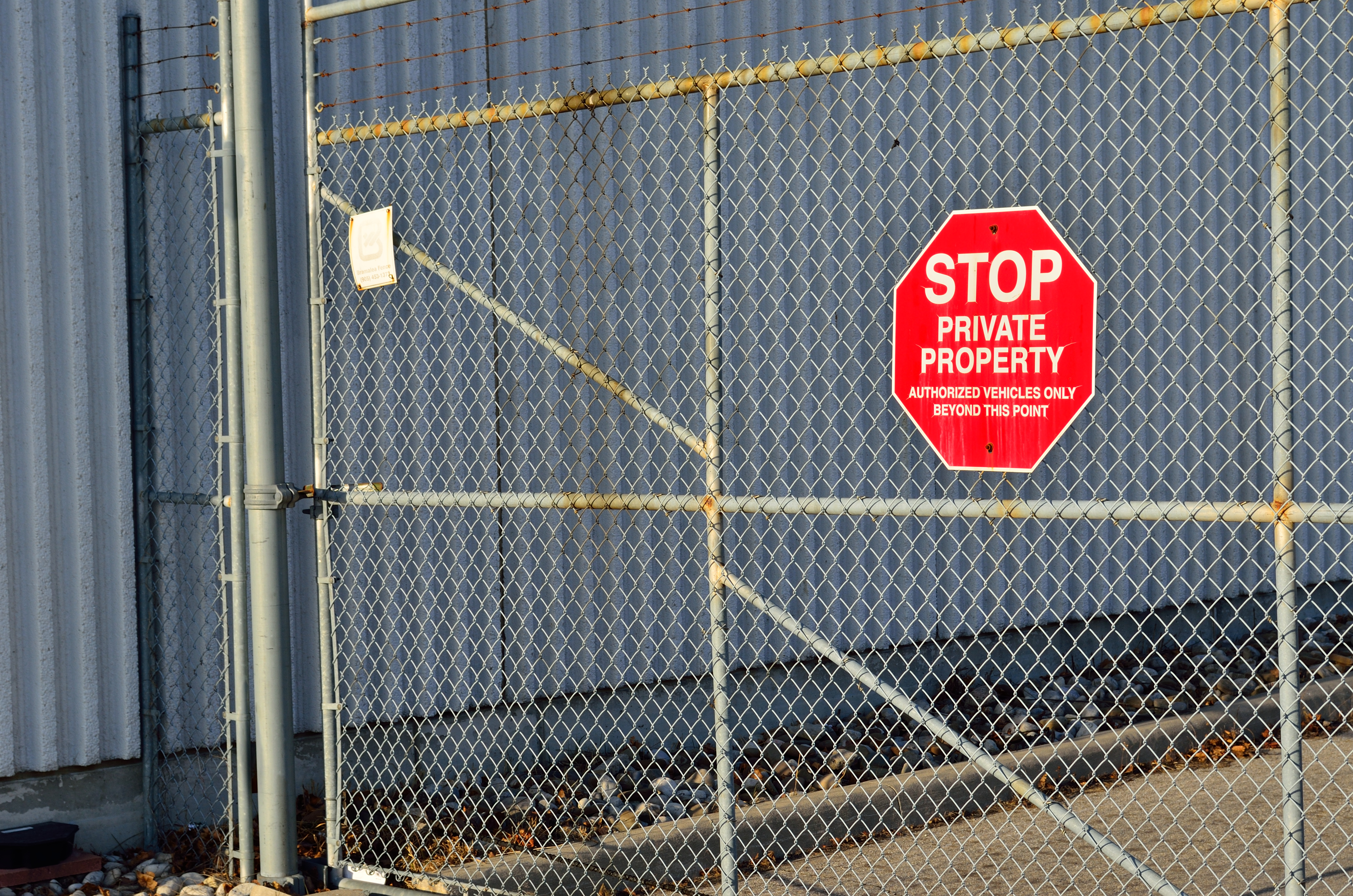
私的所有権の例。私有地のために立ち入り禁止の標識がしてある

私的所有権（してきしょゆうけん、英: private property）または私有権とは、個人（自然人）または法人が持つ所有権である。その制度が私的所有制または私有制、私的所有された財産が私有財産である。
対比語は公的所有権（英語: public property）または公有権で、その制度が公的所有制または公有制、公的所有された財産が公有財産または公物である。

## 概要
私的所有権は、経済的自由権の1つである財産権の1つである。私的所有権を持つ個人や法人は原則として、対象の財産を自由に取得・保持・売買・廃棄できる。
近代以前では私的所有権の概念は、時代や地域や民族にもよる。アイヌやアメリカ先住民、古代ギリシアのスパルタ、インカ帝国などを含む多くの地域や民族では、土地などは共有であり、私有財産の概念は存在しなかったか、明確に禁止または規制されていた。ガイウス・ユリウス・カエサルはガリア戦記で、ガリア人は古代ローマ人と同様に私有財産の概念を持つが、ゲルマン人は持たないと記した。
マルクス主義は、所有の概念が存在しなかった段階を「原始共産制」、所有の概念は存在するが共有のみの段階を「アジア的生産様式」と呼んだ。私的所有権の概念が存在した時代や地域でも、国王や貴族、教会などの特権的な財産のほか、入会権や入会地など住民による公有の概念が広く存在した場合も多かった。均田制や班田収授法などは土地公有を前提にした制度である。王権神授説では全ての所有権は国王にあるとされ、私的所有権の絶対性は否定された。「私的所有権絶対の原則」は、近代私法の三大原則の1原則となった。

## 政治思想
近代以降の政治思想の分野では、私的所有権は経済的な自由主義である資本主義の基本概念となっている。これに対して各種の社会主義やファシズムや開発独裁などは私的所有権の制限を主張し、更に共産主義は私的所有制の廃止と財産の社会的共有を主張するが、それぞれの定義や範囲は多くの立場がある。フリードリヒ・エンゲルスは、著作「家族・私有財産・国家の起源」で、私的所有権の概念の発生により、富の蓄積、社会階級、国家、戦争などが発生したとする。

### 論評
ドイツの社会学者のマックス・ヴェーバーは1917年の論文で、生産手段の労働者からの分離は、私的所有制度にもとづく社会秩序に固有のことではなく、あらゆる近代的社会秩序一般にあることだとし、人間の疎外の原因は、私的所有制度や財産の不公平な分配ではなくて、「全能」の官僚制的支配構造がその根本原因であるとみなした。社会主義でもまた、全労働者の収奪は克服されることはなく、体制内部の利害状況が移動するにすぎず、生産手段の国有化は、むしろ疎外を悪化させるとみなし、人間に対する人間の支配が除去されることはないと論じた。さらに、社会主義による生産手段の社会化によって変わるのは、経済の中枢を握る階級の組み立てにとどまり、階級闘争を終わらせるものではない。現在の資本主義では、国家官僚とカルテル・銀行・大企業の経済官僚が別々の団体として並列しているため、政治権力によって経済権力を抑えることができるが、社会主義のもとでは、この二つの官僚層が、ひとつの団体を形成するため、統制は不可能になるだろうとヴェーバーは警告した。
社会主義者で社会学者のマルセル・モースは、1924年のボリシェヴィズム論において、ソヴィエトは、職業集団、自由な協同や自発的な制度を攻撃し、暴力的に破壊していった。結局、共産主義ロシアでは、所有形態を別の所有形態に上乗せしており、私的所有を基底においているが、このようなことであれば、あのような革命を起こす必要はなかったし、あらゆる所有形態の廃止を称しながら、ただ一つの所有形態が取って代わるようなことは、あってはならないことだったと指摘している。
経済学者トマ・ピケティは、私有財産の廃止を求めたソビエト共産主義の実験は、最終的には、私有財産を強化することになったと分析する。ソ連崩壊後のロシアは、租税回避地を利用したオフショア資産を所有する新興オリガルヒの温床となり、ロシアのほか、中国、東欧諸国のポスト共産主義社会も、ハイパー資本主義の忠実な同盟者となったが、これはスターリン主義と毛沢東主義という大惨事の直接の結果である。ピケティは、正しく規制された生産手段の私有は、個人の願望を実現させるために必要な分権的制度の本質的な要素であって、神聖化をともなわない純粋な手段としての私有財産は不可欠であり、理想的な社会経済組織は、願望や知識、才能や技能の多様性からなる人間の豊かさのうえに築かれるべきだと主張する。